# جنيتشي إندو
جنيتشي إندو (باليابانية: 遠藤 元一) (مواليد 9 سبتمبر 1994)، هو لاعب كرة قدم كان يلعب كمدافع.

## وصلات خارجية
- جنيتشي إندو على موقع رابطة كرة القدم اليابانية للمحترفين (اليابانية)
- جنيتشي إندو على موقع قاعدة بيانات كرة القدم.إي يو (الإنجليزية)
- جنيتشي إندو على موقع Soccerway.com (الإنجليزية)